# Prix littéraires 1940
 (signalé en juillet 2025).
Si vous disposez d'ouvrages ou d'articles de référence ou si vous connaissez des sites web de qualité traitant du thème abordé ici, merci de compléter l'article en donnant les références utiles à sa vérifiabilité et en les liant à la section « Notes et références ».
- Archive Wikiwix
- Bing
- Cairn
- DuckDuckGo
- E. Universalis
- Gallica
- Google
- G. Books
- G. News
- G. Scholar
- Persée
- Qwant
- (zh) Baidu
- (ru) Yandex

Liste des prix littéraires décernés au cours de l'année 1940 :

## Prix internationaux
- Prix Nobel de littérature : non décerné

## Allemagne
- Prix Georg-Büchner : non décerné
- Prix Johann-Peter-Hebel : Benno Rüttenauer (de)

## Belgique
- Prix Victor-Rossel : non décerné

## Canada
- Prix littéraires du Gouverneur général 1940 :
  - Romans et nouvelles de langue anglaise : Ringuet pour Trente Arpents.
  - Poésie ou théâtre de langue anglaise : E. J. Pratt pour Brébeuf and His Brethren.
  - Études et essais de langue anglaise : J.F.C. Wright pour Slava Bohu.

## Espagne
- Prix national de littérature narrative : non décerné
- Prix national de poésie : Prix non décerné

## États-Unis
- Prix Pulitzer :
  - Catégorie « Fiction » :
  - Catégorie « Biographie et Autobiographie » :
  - Catégorie « Histoire » :
  - Catégorie « Poésie » :
  - Catégorie « Théâtre » :

## Finlande
- Prix Aleksis-Kivi : Maila Talvio
- Prix Tollander : Jacob Tegengren

## France
- Prix Goncourt : Francis Ambrière pour Les Grandes vacances (Nouvelle France)
- Prix Renaudot : Jules Roy pour La Vallée heureuse (Charlot)
- Prix Femina : Prix non décerné
- Prix Interallié : Prix non décerné
- Grand prix du roman de l'Académie française : Édouard Peisson pour Le Voyage d'Edgar (Grasset)
- Prix des Deux Magots : Prix non décerné
- Prix du roman populiste : Jean-Paul Sartre pour Le Mur

## Italie
- Prix Bagutta : Prix non décerné
- Prix Viareggio : Prix non décerné

## Royaume-Uni
- Prix James Tait Black :
  - Fiction : Charles Morgan pour The Voyage
  - Biographie : Hilda F. M. Prescott pour Spanish Tudor: Mary I of England
- Médaille Carnegie : Kitty Barne pour Visitors from London (J.M. Dent)
- Prix Rose-Mary-Crawshay : Mary Lascelles pour Jane Austen and Her Art.